# Fidel Sánchez Hernández
Fidel Sánchez Hernández (* 7. Juli 1917 in El Divisadero; † 28. Februar 2003 in San Salvador)  war ein General der Fuerza Armada de El Salvador und vom 1. Juli 1967 bis 30. Juni 1972 Präsident von El Salvador während einer bewegten Phase des Landes, die von kriegerischen Auseinandersetzungen und wirtschaftlichen Problemen geprägt war.
Vor der Übernahme des Präsidentenamts diente Sánchez Hernández als Armeegeneral in El Salvador. Er versah auch kurze Diensteinsätze als Militärattaché in Washington, nachdem er sich 1960 am Sturz von José María Lemus beteiligt hatte, sowie in Paris. Präsident Julio Adalberto Rivera Carballo ernannte ihn 1962 zum Innenminister. Dieses Amt hatte Sánchez Hernández bis 1967 inne, danach übernahm er das Präsidentenamt von Rivera. Er setzte Riveras fortschrittliche Programme fort und bildete ein Kabinett, das größtenteils nicht aus Militärangehörigen bestand.
Im Juli 1969 führte Sánchez Hernández die salvadorianische Armee im sogenannten Fußballkrieg gegen Honduras, in dem er große Teile des Landes besetzte. Unter einer Waffenstillstandsvereinbarung, die unter Vermittlung der Organisation Amerikanischer Staaten zustande kam, zog er jedoch seine Truppen  gegen den Widerstand vieler eigener Militärs ab.
Der Krieg mit Honduras führte in El Salvador zu einer großen Wirtschaftsnot. Viele Flüchtlinge, zumeist Salvadorianer, die in Honduras lebten, kamen in das Land; darüber hinaus sperrte Honduras Handelsrouten.
1972 folgte Oberst Arturo Armando Molina Sánchez Hernández als Präsident El Salvadors.
Sánchez Hernández starb in der Nacht vom 28. Februar 2003 im Alter von 85 Jahren an einem Herzanfall.

## Regierungskabinett
- Vizepräsident: Humberto Guillermo Cuestas.
- Außenminister: Alfredo Martínez Moreno.
- Innenminister: Francisco Armando Arias.
- Justizminister: Marcos Gabriel Villacorta.
- Finanzminister: Humberto Guillermo Cuestas.
- Wirtschaftsminister: Rafael Glower Valdivieso.
- Bildungsminister Walter Béneke.
- Ministro de Defensa y Seguridad Pública: Oberst Fidel Torres.
- Arbeitsminister: Oberst Joaquín Zaldívar.
- Landwirtschaftsminister: Antonio Berríos Mendoza.
- Gesundheitsminister: Tomás Palomo Alcaine.
- Minister für öffentliche Arbeiten: Enrique Cuellar.[1]